# Kannabi

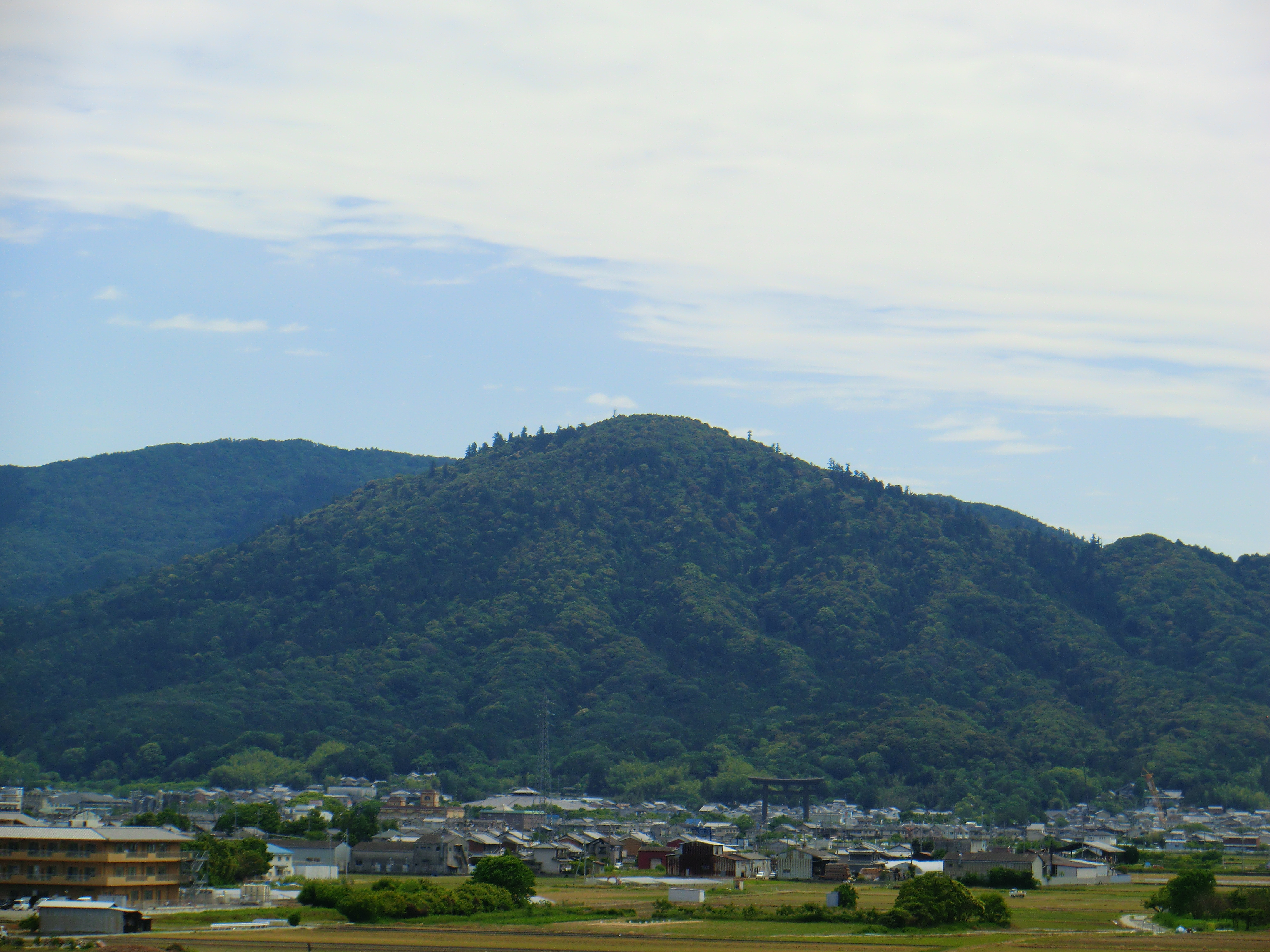
Le sanctuaire Omiwa a le mont Miwa comme Shintai et n'a pas de honden.

Kannabi (神奈備), également appelé kaminabi ou kamunabi, désigne dans le shintoïsme une région qui est elle-même un shintai (des réceptacles où résident les kami) ou qui héberge un kami. Ce sont généralement des montagnes (en) ou des forêts,.La cascade de Nachi est considérée comme un kannabi, tout comme le mont Miwa.

## Aperçu
Ils peuvent abriter des shinboku (arbres sacrés) ou des rochers Iwakura  Ils peuvent avoir des shimenawa, des torii et des sandō marquant le chemin vers eux.[réf. nécessaire]
Les sanctuaires dédiés au kannabi manquent souvent de honden ou de haiden et consacrent plutôt le kannabi naturel en tant que divinités. Le sanctuaire Ōmiwa en est un exemple. Le sanctuaire Kanasana-jinja a aussi sa montagne comme son Shintai 

## Voir également
- L'Âge des dieux
- Ko-Shintō
- Himorogi・Iwakura (Yorishiro)
- Shintai・Yorishiro
- Shinboku
- Montagnes sacrées・Culte de la montagne (en)
- Kannagi (en) qui a une étymologie similaire
- Chinju no Mori